# Music Man Reflex
Il Music Man Reflex è un basso elettrico semiacustico prodotto dalla Music Man dal 2010 al 2015 come versione di serie del "25th Anniversary Music Man Bass", realizzato in edizione limitata nel 2009.

## Caratteristiche
Il Reflex presenta un inedito corpo vuoto senza battipenna, con cassa in frassino, top in acero e un tone block interno in mogano. Il manico, fissato con sistema bolt-on a cinque viti, è in acero, con una tastiera a 22 tasti dello stesso legno, in palissandro o in pau ferro, nella versione fretless, e termina con la tipica paletta con le chiavi 3+1, o 4+1 nella versione a cinque corde. Il ponte in acciaio temprato è fisso. L'hardware presenta lo stato dell'arte Music Man, con tre opzioni di configurazione dei pick-up: a un humbucker con magneti in neodimio al ponte (H), a due humbucker al ponte e al manico (HH) o a un humbucker al ponte e due single coil (HSS). In tutte e tre le configurazioni monta un equalizzatore preamplificato con quattro potenziometri per volume, bassi, medi e alti, e due switch, uno attivo/passivo e uno seriale/parallelo.